# 石橋佳奈
石橋 佳奈（いしばし かな、1983年6月8日 - ）は、北海道網走郡津別町出身のタレント。かつては生島企画室（現在のFIRST AGENT）に所属していた。

## 略歴
- 2006年3月 - 札幌大学文化学部日本語・日本文化学科卒業。
- 2006年4月 - 生島企画室に所属。
- 2006年6月 - 9月：ウェザーニューズの携帯用動画番組「おは天」キャスター北日本エリア担当。
- 2007年1月 - システムエンジニアリング発行フリーペーパー「TVチェックイン」表紙
- 2007年1月 - 2月：アットホームCM（TBS番組『LOST』、『2時っチャオ!』内インフォマーシャル）。
- 2007年4月2日 - 2008年3月29日：えき☆スタ発（北海道文化放送 uhb）金曜日サブキャスター、水曜日はリポーターとして出演（2007年4月2日-9月28日までは帯サブキャスター）
- 2008年4月6日 - 7月6日：スリーキャッツナイト2008(HBCラジオ)
- 2008年4月27日 - スリーキャッツナイト2008の番組宣伝も兼ねて爆笑問題の日曜サンデーに生電話出演。東京進出の足がかりをつかむ。
- 2008年 - 三菱電機「霧が峰」、大和証券CM
- 2009年以降ブログの更新はされておらず、東京へ拠点を移して以降の現在の活動は不明である。